# 茹今
茹今（2001年7月2日—），浙江绍兴人，中国大陆女歌手，毕业于浙江音乐学院。

## 经历
2022年，茹今参加浙江卫视《2022中国好声音》，最終成為李克勤戰隊三強學員。
2023年，茹今擔任《天赐的声音》（第四季）的嘉賓，合唱了杭州亞運會推薦歌曲《愛達未來》。